# 明凱貝國家公園
明凱貝國家公園（法語：Parc national de Minkébé）是西非國家加蓬的國家公園，位於該國東北端，佔地7,570平方公里，在2002年8月正式成立，野生動物有非洲森林象、西部低地大猩猩、黑猩猩、非洲金貓、侏儒鱷等。

## 外部連結
- Virtual Tour of the National Parks